# Natalija Juljewna Schwedowa

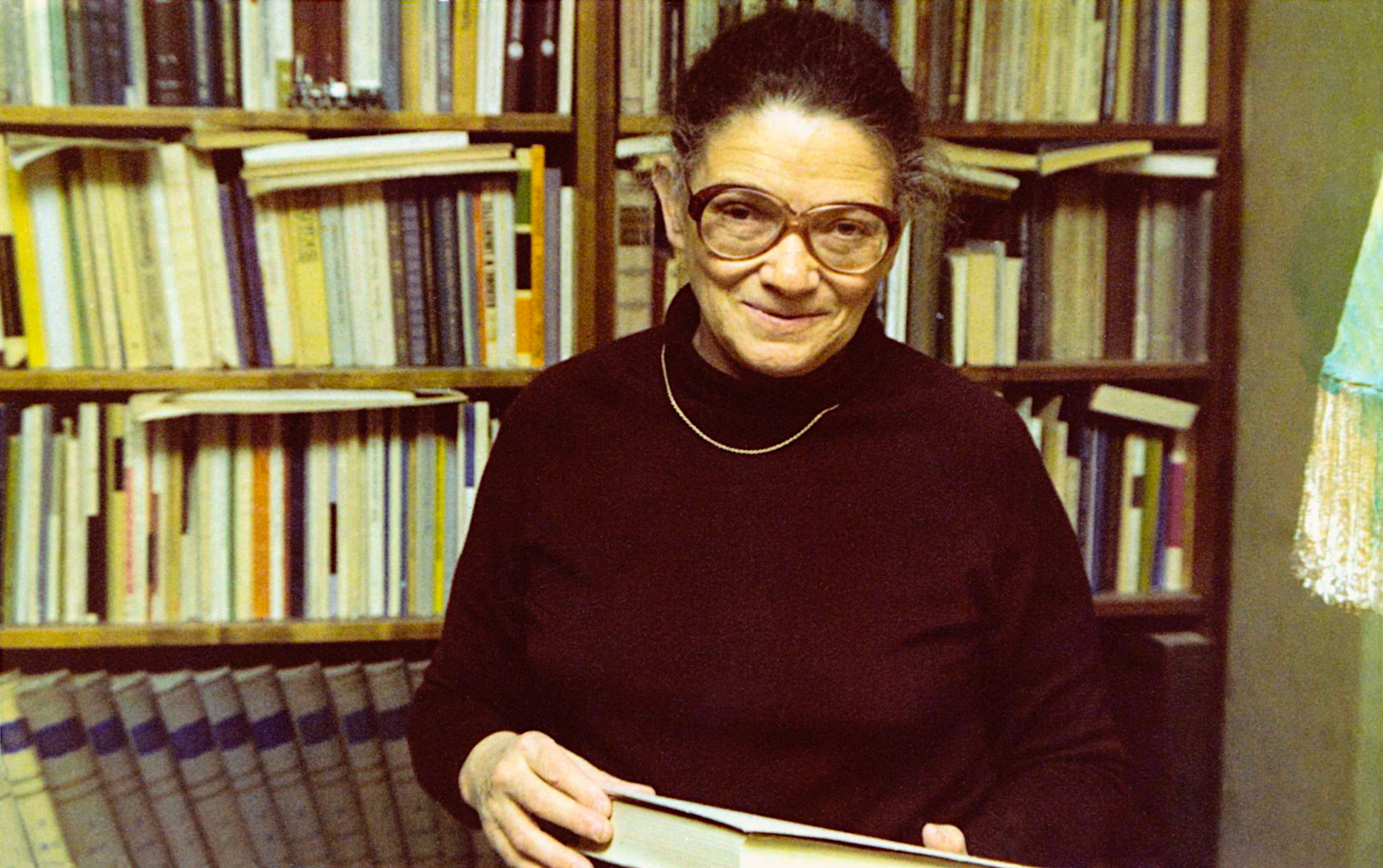
Natalija Juljewna Schwedowa (1976)

Natalija Juljewna Schwedowa (russisch Наталия Юльевна Шведова; * 12. Dezemberjul. / 25. Dezember 1916greg. in Moskau; † 18. September 2009 ebenda) war eine sowjetische bzw. russische Linguistin und Hochschullehrerin.

## Leben
Schwedowas Vater war der Literaturkritiker Juli Aichenwald, der 1922 mit einer Gruppe von Wissenschaftlern und  Kulturschaffenden des Landes verwiesen wurde und 1928 in Berlin nach einem Zusammenstoß mit einer Straßenbahn starb. Sie studierte am Moskauer Oblast-Technikum für Fremdsprachen in der Abteilung für Übersetzung mit Spezialisierung auf Englisch (Abschluss 1935). Es folgte das Studium am Moskauer Staatlichen Pädagogik-Institut in der Fakultät für Sprache und Literatur mit Abschluss 1940.
Ab 1940 und während des deutschen Angriffskriegs gegen die Sowjetunion lehrte Schwedowa bis 1944 am Mordowischen Lehrerinstitut in Saransk und am Mordowischen Pädagogik-Institut in Temnikow.
Die Aspirantur an der Lomonossow-Universität Moskau (MGU) bei Wiktor Winogradow schloss Schwedowa 1946 mit der erfolgreichen Verteidigung ihrer Dissertation über die Entstehung und Entwicklung des prädikativen Gebrauchs des Vollform-Adjektivs in der Russischen Sprache für die Promotion zur Kandidatin der philologischen Wissenschaften ab.
Darauf arbeitete Schwedowa im Institut für Russische Sprache der Akademie der Wissenschaften der UdSSR (AN-SSSR, ab 1991 Russische Akademie der Wissenschaften (RAN)), das zeitweise mit dem Institut für Linguistik zusammengelegt worden war. Ihre Doktor-Dissertation über die Syntax der russischen Umgangssprache verteidigte sie 1958 mit Erfolg für die Promotion zur Doktorin der philologischen Wissenschaften. Von 1961 bis 1989 leitete sie den Sektor für Literatursprache (ab 1970 Sektor für Grammatik und Geschichte der Literatursprache, ab 1986 Abteilung für Grammatik und Lexikologie der modernen russischen Sprache).
An der MGU in der Philologischen Fakultät hielt Schwedowa 1962–1972 eine Vorlesung über Syntax der russischen Sprache mit Übungen. Die Ernennung zur Professor erfolgte 1964. Eine ihrer Schülerinnen war Sinaida Popowa.
Schwedowa wurde 1984 zum Korrespondierenden Mitglied der AN-SSSR und 1997 zum Vollmitglied der RAN gewählt.
Als Autorin und Autorenkollektivleiterin vieler Werke zur Grammatik, Syntax und Lexikologie der russischen Sprache führte Schwedowa die von Wiktor Winogradow gegründete wissenschaftliche Schule der strukturellen und funktionalen Beschreibung der russischen Sprache.
Schwedowa starb am 18. September 2009 in Moskau und wurde auf dem Friedhof Trojekurowo begraben.
Die Linguistin Alexandra Y. Aikhenvald ist eine Verwandte Schwedowas.

## Ehrungen, Preise
- Silbermedaille der nach Jan Evangelista Purkyně benannten Universität Brünn (1978)
- Staatspreis der UdSSR (1982)[3]
- Orden der Völkerfreundschaft (1986)
- Puschkin-Preis  der AN-SSSR (1990)[5]
- Orden der Freundschaft (2002)
- Dank des Präsidenten der Russischen Föderation (2006)[6]
- Dahl-Goldmedaille der RAN (2009)